# تقية الحمدانية
الأميرة تقيّة الحمدانية (- 399 هـ)  بنت الأمير سيف الدولة أبي الحسن بن عبدالله بن حمدان. فاضلة، أديبة، عارفة بالشعر والأدب. في ديوان الشريف الرضي: إنّها كانت من أفاضل نساء قومها، وقد انتقلت من الشام إلى مصر، وكانت كثيراً ما تُبلغ الشريف الرضي شدّة شغفها بما يقع إلى تلك البلاد من شعره، حتى التمست انتساخ نسخة عن ديوانه على التمام وحملها إليها من العراق، ولما ورد الخبر بوفاتها في شهر رمضان سنة 399هـ، رثاها الشريف الرضي بقصيدة عصماء يقول فيها:
وَنَطمَعُ أنْ يَملّ مـن التّقاضي * غَـرِيمٌ لـيسَ يَضْجِرُ بالمَطَالِ
أتَنْظُـرُ كيفَ تَسفَعُ بالنّواصي * لَيَالينا، وَتَـعثرُ بِـالجِبال (1)
يَحُطّ السّيْلُ ذُرْوَة كُـلّ طـوْدٍ * رُهُـوناً بـالجَنَادِلِ وَالـرِّمالِ
هـيَ الأيّامُ جـائِرَةُ القَضايـا * وَمُلحِقَـةُ الأوَاخِـر بـالأوالي
يُمَنّينَ الـورُود فـإنْ دَنَـوْنا * ضَرَبـنَ على الموارِدِ بِالحِبالِ
نُـطَنّبُ للمُقـامِ قِبـابَ حَـيّ * وَيَحفزِنا المَنُون إلـى الرّحَالِ
وَنَسْـرَحُ آمنيـن وَللمَنـايـا * شَباً بينَ الأخامِصِ وَالنّعالِ (2)
وَبَيْنـا المـرْءُ يَلبَسُهـا نَعيماً * تَهجّـرَ ضَاحياً بَعدَ الظّلالِ (3)
نَعى النّاعُونَ واضِحَةَ الُمحيّـا * ألـوفَ البيتِ ذيِ العَمَدِ الطِّوالِ
مِن البيضِ العَقائِـل مِـنْ مَعَدٍّ * بَنَيـنَ قِبـابَهُنَّ على الجَـلالِ